# 真田太平記
『真田太平記』（さなだたいへいき）は、池波正太郎作の歴史小説。1974年（昭和49年）から1982年（昭和57年）にかけて『週刊朝日』に連載された。池波の「真田もの」の集大成と言われる。真田家の面々や配下の忍者などの活躍を詳細に描き、戦国時代の史実と創作を巧みに織り交ぜた長大な作品である。
「鬼平犯科帳」「剣客商売」など、文庫版の全巻数が10巻を超える池波の長期作品は殆どが池波の急逝により未完となっているところ、本作は完結を見た貴重な作品でもある。
池波の死後、資料収集に協力した上田市内の古書店店主（協力に感謝する手紙が店内に展示されている）らが発起人となって、1998年、市内に池波正太郎真田太平記館が開館した。掲載誌や直筆原稿などが展示され、小説の登場人物による上田合戦解説の映画などが上映されている。

## あらすじ
甲州・信州などに覇を唱えた武田氏傘下の豪族だった真田昌幸。武田家が滅び、真田家は信州の小大名としての道を歩みはじめる。天下統一目前と思われた織田信長の横死後、大大名らの草刈場となった信州で、昌幸と長男の源三郎信幸（のち信之）、次男の源二郎信繁（幸村）らは、真田忍びらによる卓越した情報収集と謀略によって激しい戦国乱世を生き抜いていく。天下統一を成し遂げた豊臣秀吉の死後、関が原、大坂冬の陣・夏の陣で親子兄弟が敵味方となるも、江戸幕府の治世下に家名を残すことに成功する。しかし、真田家と真田忍びに煮え湯を飲まされ続けた幕府と甲賀衆は、なおも真田家取り潰しを策謀する。唯一の生き残りとなった信之は真田家の存続を図る。

## 書誌情報
単行本は、1974年から1983年にかけて朝日新聞社から全16巻で刊行された。1985年のドラマ化にあわせ同社から出た「新装版」は全18巻。1987年から翌年にかけて刊行された新潮文庫版は全12巻。1999年の『完本 池波正太郎大成』（講談社）版では全3巻。
朝日新聞社
1. 天魔の夏（1974年12月）
2. 秘密（1975年8月）
3. 上田攻め（1976年1月）
4. 甲賀問答（1976年8月）
5. 秀頼誕生（1977年3月）
6. 風雲（1977年10月）
7. 家康東下（1978年5月）
8. 夜雨（1978年11月）
9. 関ケ原（1979年6月）
10. 紀州九度山（1980年4月）
11. 二条城（1980年9月）
12. 大坂入城（1981年5月）
13. 真田丸（1981年10月）
14. 大坂夏の陣（1982年4月）
15. 落城（1982年10月）
16. 雲の峰（1983年4月）

朝日新聞社・新装版
1. 岩櫃の城（1984年11月）ISBN 4022552816
2. 天魔の夏（1984年11月）ISBN 4022552824
3. 秘密（1984年11月）ISBN 4022552832
4. 上田攻め（1984年11月）ISBN 4022552840
5. 甲賀問答（1984年11月）ISBN 4022552859
6. 肥前名護屋（1984年12月）ISBN 4022552867
7. 秀頼誕生（1984年12月）ISBN 4022552875
8. 風雲（1984年12月）ISBN 4022552883
9. 家康東下（1984年12月）ISBN 4022552891
10. 夜雨（1984年12月）ISBN 4022552905
11. 関ケ原（1985年1月）ISBN 4022552913
12. 紀州九度山（1985年1月）ISBN 4022552921
13. 二条城（1985年1月）ISBN 402255293X
14. 大坂入城（1985年1月）ISBN 4022552948
15. 真田丸（1985年1月）ISBN 4022552956
16. 大坂夏の陣（1985年2月）ISBN 4022552964
17. 落城（1985年2月）ISBN 4022552972
18. 雲の峰（1985年2月）ISBN 4022552980

新潮文庫（新潮社）
1. 天魔の夏（1987年9月30日）ISBN 978-4101156347
2. 秘密（1987年9月30日）ISBN 978-4101156354
3. 上田攻め（1987年10月28日）ISBN 978-4101156361
4. 甲賀問答（1987年10月28日）ISBN 978-4101156378
5. 秀頼誕生（1987年11月30日）ISBN 978-4101156385
6. 家康東下（1987年11月30日）ISBN 978-4101156392
7. 関ヶ原（1987年12月23日）ISBN 978-4101156408
8. 紀州九度山（1987年12月23日）ISBN 978-4101156415
9. 二条城（1988年1月28日）ISBN 978-4101156422
10. 大坂入城（1988年1月28日）ISBN 978-4101156439
11. 大坂夏の陣（1988年3月1日）ISBN 978-4101156446
12. 雲の峰（1988年3月1日）ISBN 978-4101156453

完本 池波正太郎大成（講談社）
真田太平記（一）（完本 池波正太郎大成 第18巻）（1999年3月19日）ISBN 978-4062682183
真田太平記（二）（完本 池波正太郎大成 第19巻）（1999年4月20日）ISBN 978-4062682190
真田太平記（三）（完本 池波正太郎大成 第20巻）（1999年5月20日）ISBN 978-4062682206

## テレビドラマ
1985年に、NHK新大型時代劇『真田太平記』としてテレビドラマ化された。主人公・真田信之には渡瀬恒彦が起用された。

## コミック
2015年12月より週刊朝日増刊号としてコミック版が雑誌形式で定期的に発刊されている。作画は細川忠孝。2016年2月より朝日新聞出版から単行本も発刊される。2019年9月発売のvol.18「新しき時代編」にて完結。

## 関連作品
以下に、池波正太郎が著した、その他の「真田もの」を挙げる。
信濃大名記
大坂冬の陣直後から松代へ移封されるまでの真田信之の生き方を描く。
碁盤の首
江戸で幕府に信之を訴えた真田家元家臣・馬場主水を、碁敵であった同じく真田家家臣・小川治郎右衛門が信之と画策して「蟄居」の一芝居を演じ、主水が現れるのを待つ。
獅子
90歳をこえてなお「信濃の獅子」といわれた松代藩祖・真田信之。2代真田信政が死去した後、家中が右衛門佐を跡継ぎにしようとしている中、沼田の分家である真田信利が妻の実家で大老の酒井忠清の後押しを得て、本家の家督を狙う。真田家存続のための信之の最後の戦いを描く。
錯乱
第43回直木賞受賞作。時代は「獅子」と同じく、2代真田信政が死去した後の家督争いを描くが、主人公は藩士で実は酒井家の隠密である堀平五郎。
角兵衛狂乱図
『真田太平記』にも登場する樋口角兵衛を描く。
真田騒動
原八郎五郎、田村半右衛門の時代に財政が悪化した松代藩のため、家老の恩田木工は財政改善に奮闘する。
やぶれ弥五兵衛
真田忍びの奥村弥五兵衛を主人公とする小説。
命の城
小田原攻め前後の際の真田氏、北条氏の沼田城、名胡桃城をめぐる戦いを描く。
この父その子
質素倹約に努めていた謹直な松代藩4代藩主真田信弘。その家臣駒井理右衛門、三倉屋徳兵衛がお膳立てした踊り子「妙」との間に子をつくるが…。
まぼろしの城
側室に溺れ、真田氏に滅ぼされる沼田万鬼斎の興亡を描く。「奸臣」の長編。
奸臣
側室に溺れ、真田氏に滅ぼされる沼田万鬼斎の興亡を描く。
幻影の城
沼田氏の家臣・金子美濃守を主役とした小説。
男の城
真田信之の家臣・鈴木右近を描く。
刺客
獅子の眠り
闇の中の声
戦国無頼－真田ゲリラ隊
武士の紋章－滝川三九郎
首討とう大坂陣－真田幸村
三代の風雪－真田信之
真田信之の妻 小松
猛婦
運の矢
槍の大蔵
恥
へそ五郎騒動